# Twann-Tüscherz
Twann-Tüscherz (toponimo tedesco; in francese Douanne-Daucher) è un comune svizzero di 1 134 abitanti del Canton Berna, nella regione del Seeland (circondario di Bienne).

## Geografia fisica

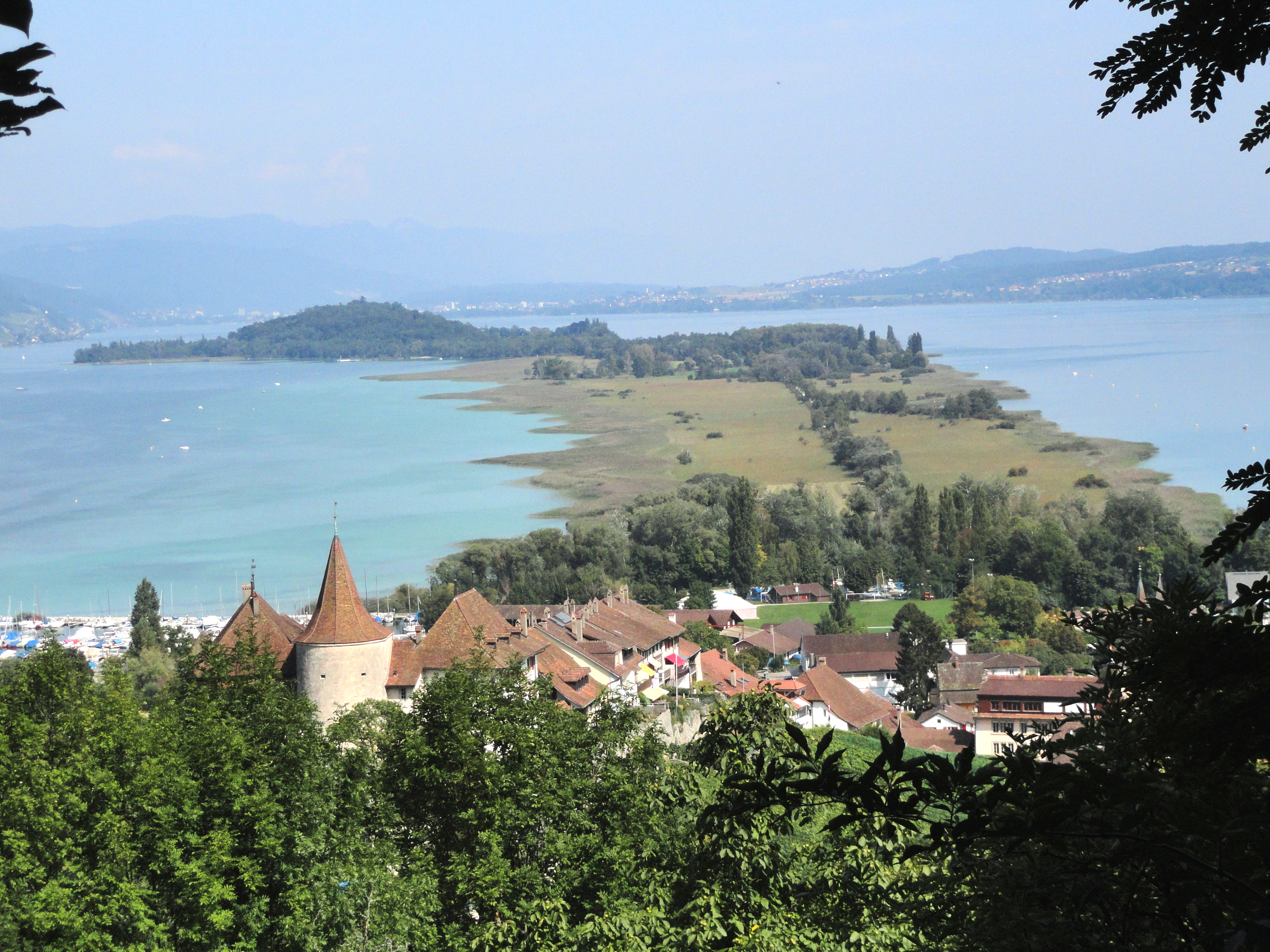
L'isola di San Pietro

Twann-Tüscherz è affacciato sul Lago di Bienne e comprende una parte dell'isola di San Pietro.

## Storia
Il comune di Twann-Tüscherz stato istituito il 1º gennaio 2010 con la fusione dei comuni soppressi di Tüscherz-Alfermée e Twann; capoluogo municipale è Twann.

## Società

### Evoluzione demografica
L'evoluzione demografica è riportata nella seguente tabella:
Abitanti censiti

### Lingue e dialetti
Twann-Tüscherz è un comune bilingue (tedesco, francese).

## Geografia antropica
Le frazioni di Twann-Tüscherz sono:
- Tüscherz-Alfermée[2]
  - Alfermée
  - Tüscherz
- Twann[3]
  - Gaicht
  - Kleintwann
  - Twannberg
  - Wingreis

## Infrastrutture e trasporti
Twann-Tüscherz è servita dalle stazioni di Twann e di Tüscherz sulla ferrovia Losanna-Olten.